# Jesús Chong
Jesús Chong est un boxeur mexicain né le 7 janvier 1965 à Gómez Palacio.

## Carrière
Passé professionnel en 1987, il remporte le titre vacant de champion du monde des poids mi-mouches WBO le 31 mai 1997 après sa victoire par arrêt de l'arbitre au 2e round face à Eric Griffin. Il est en revanche battu dès le combat suivant par Melchor Cob Castro le 25 août 1997 et mettra un terme à sa carrière de boxeur en 2003 sur un bilan de 32 victoires et 16 défaites.